# Лидское озеро
Ли́дское озеро (истр. Ледское; вепс. Ledjar`v (песчаное)) — озеро в Бокситогорском районе Ленинградской области. Озеро берёт название от одноимённой реки Лидь разливом которой является. Относится к бассейну Рыбинского водохранилища и входит в Верхневолжский бассейновый округ. Озеро с удлинённым ложем, возникшее в углублении русла бывшего ледникового потока, высота над уровнем моря — 181,4 метра. Берега пологие, заняты сенокосными лугами. Северный берег заболочен.
К северу от озера в 6,5 км находится деревня Радогощь (вепс. Arskahť). На правом берегу озера расположена деревня Пудрино.

## Флора и фауна
Наиболее часто встречающиеся виды рыб: плотва, налим, окунь, щука. Реже попадаются: хариус. С распаления (таянья) льда и до 20 июня, а также с 15 сентября и до ледостава запрещено передвижение под мотором на маломерных плавательных средствах.

## Данные водного реестра
По данным государственного водного реестра России озеро относится к Верхневолжскому бассейновому округу, водохозяйственный участок — река Молога от истока до устья, речной подбассейн — реки бассейна Рыбинского водохранилища. Относится к речному бассейну Верхней Волги до Куйбышевского водохранилища (без бассейна Оки). Площадь озера в водном реестре определена как 4,1 км², площадь водосборного бассейна — 446 км².
Код объекта в государственном водном реестре — 08010200111110000002187.